# Mascalzone Latino

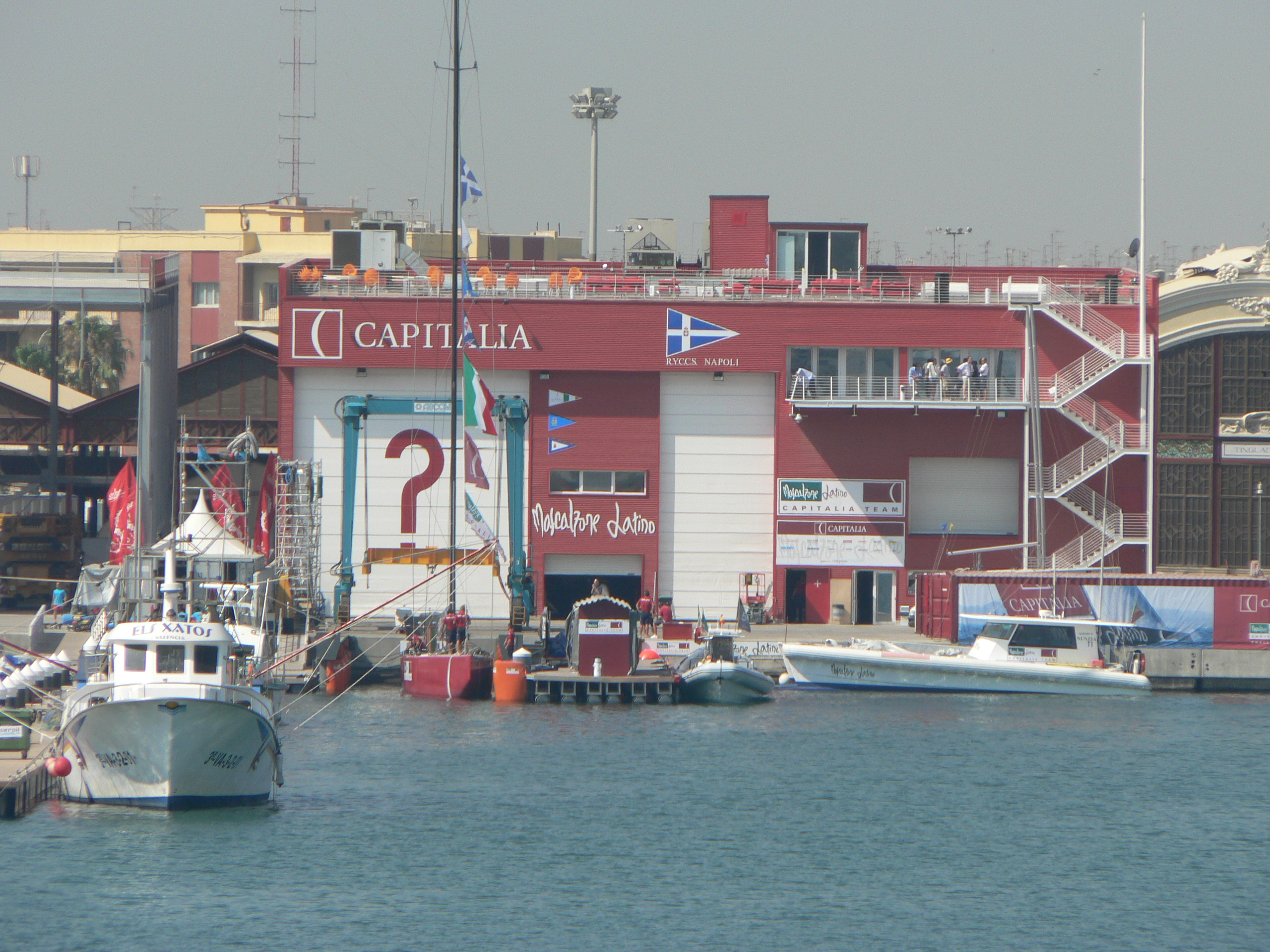
Sede del equipo en la edición de Copa América de 2007, en Valencia.

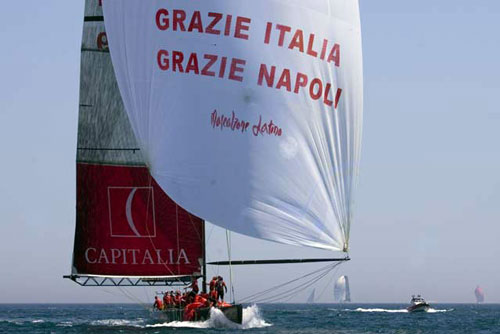
El yate del equipo que participó en la última regata de las Challenger Selection Series de la Copa América de 2010 con el spinakker que tenía inscrito "Gracias Italia" "Gracias Nápoles".

El Mascalzone Latino, actualmente denominado Mascalzone Latino AUDI Team por motivos de patrocinio, es un equipo de vela del Club Náutico de Roma. Anteriormente navegaba bajo la grímpola del Real Club de Yates Remeros de Saboya.
Se creó en el año 2002 y compitió en las ediciones de 2003 y de 2007 de Copa América.

## Historia
El nombre del equipo, Mascalzone latino, es el título de un álbum musical de 1989 del cantautor napolitano Pino Daniele.

### 2003
El equipo se formó en el año 2002 para competir en diferentes regatas de diferentes clases, pero su apuesta más importante fue en la Clase Internacional Copa América, presentándose como representante del Real Club de Yates Remeros de Saboya en las Challenger Selection Series (Copa Louis Vuitton) de la Copa América de 2003. Su patrón fue Luca Devoti y no se clasificaron para la fase final de la Copa Louis Vuitton.
Barcos (Clase Internacional Copa América):
- ITA 47
- ITA 55
- ITA 72

### 2007
En la Copa América de 2007 se presentaron con el nombre de Mascalzone Latino - Capitalia Team por motivos de patrocinio, otra vez en representación del Real Club de Yates Remeros de Saboya, con Vasco Vascotto como patrón. Tampoco pasaron a la fase final de la Copa Louis Vuitton.
Barcos (Clase Internacional Copa América):
- ITA 90
- ITA 99

### 2013
Fue el equipo elegido por el Club Náutico de Roma, Challenger of record inicial de la Copa América de 2013, pero renunció a participar después de haberse inscrito.